# 1934 no Brasil
Esta é uma cronologia dos fatos acontecimentos de ano 1934 no Brasil.

## Incumbentes
- Presidente do Brasil - Getúlio Vargas (3 de novembro de 1930 - 29 de outubro de 1945)

## Eventos
- 23 de janeiro: Presidente Getúlio Vargas assina o decreto n° 23.793, que aprova o primeiro Código Florestal Brasileiro.[1]
- 6 de julho: Presidente Getúlio Vargas assina o decreto n° 24.609, que cria o Instituto Nacional de Estatística, atual IBGE.[2]
- 16 de julho: A terceira Constituição brasileira é promulgada pela Assembleia Nacional Constituinte.[3]
- 17 de julho: Getúlio Vargas é eleito presidente do Brasil pelo voto indireto da Assembleia Nacional Constituinte na eleição presidencial.[4]
- 14 de outubro: São realizadas as eleições gerais para a Assembleias Constituintes dos estados e para a Câmara do Distrito Federal.[5]

## Nascimentos
- 4 de janeiro: Elias Gleizer, ator (m. 2015).
- 11 de janeiro: Augusto César Vannucci, diretor, produtor e ator (m. 1992).
- 18 de janeiro: Zacarias, comediante e integrante do grupo Os Trapalhões (m. 1990).
- 11 de outubro: João do Vale, músico (m. 1996).

## Mortes
- 8 de novembro: Carlos Chagas, médico sanitarista, infectologista e cientista (n. 1878)